# Klaus Fisch
Klaus Fisch (* 1893 en Sehlem, Alemania; † 1975 en Düren), Alemania, fue un pintor alemán.

## Biografía
Pintó principalmente retratos, composiciones de figuras y paisajes. Debido a sus numerosos paisajes pintados en la región de Eifel, era conocido como "Eifelmaler" (el Pintor de Eifel).
Desde Tréveris, primera estación de sus creaciones artísticas, pasó a la academia de arte (Kunstakademie) de Múnich donde llegó a ser el alumno predilecto del profesor suizo Hans Bertus Wieland. Marchó a continuar sus estudios a Italia y Suiza. Al fijar su residencia definitiva en los años de 1950 en Düren, la ciudad le cedió un barracón en el barrio llamado Schweizer Siedlung donde estableció su estudio. Como pago por la cesión, entregó algunas obras a la ciudad. 
En el periodo entre ambas guerras mundiales realizó exposiciones en Alemanis, España, Francia y Norteamérica, mientras que durante la Segunda Guerra Mundial pintó en Francia y en el País Vasco tanto francés como español.
De los retratos que pintó se destacan los realizados a Jean Sibelius, Sven Hedin y Paul von Hindenburg. En España realizó pinturas en los años 1945 y 1963 en el País Vasco, y en La Rioja en 1961 y 1963.

## Exposiciones
- Exposición en el museo Leopold-Hoesch de Düren el año 1973 como homenaje al cumplir los 80 años.
- Maler der Eifel, (Pintores de Eifel). Exposición de jubileo por los 100 años de existencia de la sociedad "Eifelverein" en Bad Bertrich, año 1988
- Paisajes de Eifel en la sala "Haus des Gastes" en Heimbach, año 2007.